# Vega de Valdetronco
Vega de Valdetronco è un comune spagnolo di 173 abitanti situato nella comunità autonoma di Castiglia e León.